# Девятов, Диляур Хасанович
Диляур Хасанович Девятов (тат. Диләвер Хәсән улы Девятов; 10 июня 1944, Ишберда, Башкирская АССР — 12 июня 2013, Магнитогорск, Челябинская область) — советский и российский учёный-металлург, доктор технических наук, профессор.
Один из специалистов, принадлежащих к направлению математического моделирования и оптимизации технологических процессов в чёрной металлургии. Автор около 200 научных трудов, в том числе девяти монографий, а также ряда изобретений.

## Биография
Родился 10 июня 1944 года в деревне Ишберда Баймакского района Башкирской АССР.
В 1961 году с золотой медалью окончил среднюю школу в Баймаке, в 1967 с отличием — Магнитогорский горно-металлургический институт (МГМИ, ныне Магнитогорский государственный технический университет) по специальности «механизация и автоматизация металлургического производства». Продолжил работать в этом же вузе в должности младшего научного сотрудника, затем старшего преподавателя, был руководителем институтской лаборатории вычислительной техники (1973—1977 годы). В 1970 году в МГМИ защитил кандидатскую диссертацию на тему «Оптимизация нагрева слитков в рекуперативных нагревательных колодцах». В 1992 году в Уральском политехническом институте (ныне Уральский государственный технический университет) защитил докторскую диссертацию на тему «Оптимальное управление процессами тепловой обработки металла при наличии фазовых превращений». В 1993 году Девятову было присвоено ученое звание профессора. Существенную роль в его становлении как ученого сыграли доктора технических наук, профессора Н. И. Иванов и В. М. Рябков. Сам он воспитал нескольких кандидатов технических наук.
В 1984—1996 годах Диляур Хасанович был заведующим кафедрой вычислительной техники и прикладной математики. С 1996 года — деканом гуманитарного факультета, с 1999 года был деканом факультета электротехнических комплексов и АСУ, с 2002 по 2007 год — деканом факультета автоматики и вычислительной техники Магнитогорского государственного технического университета.
Наряду с научно-преподавательской деятельностью, занимался и общественной: в 1990—1993 годах был депутатом городского совета Магнитогорска. Под его руководством была разработана система создания информационной сети города Магнитогорска; он стал одним из организаторов Центра геоинформационных технологий и систем города.
Умер 12 июня 2013 года в Магнитогорске. Похоронен на Левобережном кладбище.

## Заслуги
- Д. Х. Девятов был удостоен званий «Почётный работник высшего профессионального образования Российской Федерации» (2005) и «Заслуженный работник высшей школы Российской Федерации» (2012, награду вручил губернатор Челябинской области Михаил Юревич[6]).
- Являлся членом-корреспондентом Академии инженерных наук имени А. М. Прохорова, действительным членом Международной академии авторов новых открытий и изобретений, а также членом Национального географического общества США.